# Marcello Fontanesi
Marcello Fontanesi (Roma, 13 agosto 1939) è un fisico italiano.

## Biografia
Laureatosi in fisica presso l'Università degli studi di Roma nel 1964 con una tesi sulle onde d'urto ionizzanti presenti in un gas e perfezionatosi in fisica atomica e nucleare a Milano, le sue attività di ricerca sono legate principalmente al settore della fisica del plasma e la fusione termonucleare controllata.
Nel 1977 ottiene l'incarico di Professore Ordinario di Fisica Generale e dal 1979 dirige il corso in Fisica della Facoltà di Scienze Matematiche e Naturali di Milano.

Fino al 30 settembre 2013 ha ricoperto il ruolo di magnifico rettore all'università Bicocca ed è membro del consiglio di amministrazione del CNR, del consiglio di amministrazione del Museo nazionale della scienza e della tecnologia Leonardo da Vinci di Milano, del consiglio scientifico dell'Istituto per l'Ambiente di Milano. Inoltre, è stato titolare della cattedra di Fisica II ( riguardante i vari aspetti dell'elettromagnetismo, dall'elettrostatica alle equazioni di Maxwell) per il corso di laurea triennale in Fisica fino all'anno accademico 2011-2012. 
| Controllo di autorità | VIAF (EN) 90322015 · SBN SBLV037053 |